# 에릭 이버츠
에릭 이버츠(Eric Eberz, 1974년 3월 31일 ~ )는 대한민국 프로농구 광주 나산 플라망스, 여수 코리아텐더, 창원 LG 세이커스에서 활약한 농구 선수였다.

## 기본 정보
- 포지션 : 포워드
- 최종학력 : 빌라노바 대학교
- 신체 : 198cm, 98kg
- 최고 성적
  - 득점 : 58점 (코리아텐더 vs 대구 오리온스, 2002년 3월 10일)
  - 리바운드 : 19개 (광주 나산 vs 원주 TG삼보, 1997년 3월 8일)
  - 어시스트 : 7개 (코리아텐더 vs 안양 SBS, 2003년 1월 18일)